# رادیو تلویزیون مقدونیه
رادیو تلویزیون مقدونیه (مقدونی: Македонска радио-телевизија) شرکت رسانه‌ای در مقدونیه شمالی است، که در سال ۱۹۴۴ تأسیس شد.